# Sauz de Arroyo Hondo
Sauz de Arroyo Hondo är en ort i Mexiko.   Den ligger i kommunen Pinal de Amoles och delstaten Querétaro Arteaga, i den centrala delen av landet, 210 km norr om huvudstaden Mexico City. Sauz de Arroyo Hondo ligger 1 177 meter över havet och antalet invånare är 131.
Terrängen runt Sauz de Arroyo Hondo är bergig åt nordväst, men åt sydost är den kuperad. Sauz de Arroyo Hondo ligger nere i en dal. Runt Sauz de Arroyo Hondo är det glesbefolkat, med 17 invånare per kvadratkilometer. Närmaste större samhälle är Jalpan, 13,8 km öster om Sauz de Arroyo Hondo. I omgivningarna runt Sauz de Arroyo Hondo växer huvudsakligen savannskog.